# Matthew Etherington
Matthew Etherington (Truro, Inglaterra, 14 de agosto de 1981) es un exfutbolista inglés que jugaba de centrocampista.
Tras abandonar el Stoke City al término de la temporada 2013-14, en diciembre de 2014 anunció su retirada como futbolista profesional debido a problemas de espalda.

## Selección nacional
Fue internacional con la selección de fútbol sub-21 de Inglaterra en 3 ocasiones.

## Clubes
| Club                   | País       | Año       |
| ---------------------- | ---------- | --------- |
| Peterborough United    | Inglaterra | 1996-1999 |
| Tottenham Hotspur      | Inglaterra | 1999-2003 |
| Bradford City (cedido) | Inglaterra | 2001      |
| West Ham United        | Inglaterra | 2003-2009 |
| Stoke City             | Inglaterra | 2009-2014 |